# Heteromysis mayana
Heteromysis mayana är en kräftdjursart som beskrevs av Brattegard 1970. Heteromysis mayana ingår i släktet Heteromysis och familjen Mysidae. Inga underarter finns listade i Catalogue of Life.